# ゆらぎ (森進一の曲)
『ゆらぎ』は、2009年6月17日に発売された森進一の115枚目のシングル。

## 収録曲
- 両楽曲共に、作詞：木本慶子／作曲・編曲：金田一郎

1. ゆらぎ（3分38秒）
2. ここにいるから（3分40秒）
3. ゆらぎ（オリジナル・カラオケ）
4. ここにいるから（オリジナル・カラオケ）
5. ゆらぎ（女声用カラオケ）